# Phân cực
Bài này nói về một hiện tượng trong chuyển động sóng. Xem các nghĩa khác tại phân cực (định hướng)
Trong chuyển động sóng, hiện tượng phân cực chỉ đến một đặc tính của các sóng ngang, trong đó sự dao động của các phần tử trên đường lan truyền theo phương vuông góc với phương lan truyền sóng.
Các sóng dọc, như âm thanh, không có hiện tượng phân cực do sự dao động liên quan đến tính chất vô hướng của các phần tử hoặc phương dao động của các tính chất có hướng của các phần tử luôn trùng với phương lan truyền của sóng.
Có nhiều loại sóng ngang, và ứng với mỗi loại hiện tượng phân cực lại có đặc trưng riêng.

## Bức xạ điện từ
Ánh sáng, hay bức xạ điện từ nói chung, có vecto cường độ điện trường chỉ dao động theo một phương xác định được gọi là ánh sáng phân cực thẳng hay ánh sáng phân cực toàn phần.
Ánh sáng có vecto cường độ điện trường dao động theo mọi phương vuông góc với tia sáng, nhưng có phương dao động mạnh, có phương dao động yếu gọi là ánh sáng phân cực một phần.
Ánh sáng tự nhiên có thể coi là tập hợp của vô số ánh sáng phân cực toàn phần dao động đều đặn theo tất cả mọi phương vuông góc với tia sáng.

### Sóng phẳng điều hòa
Một trong các trường hợp đơn giản nhất của sóng điện từ là sóng phẳng điều hòa (một nghiệm đặc biệt của hệ phương trình Maxwell) với thành phần điện trường lan truyền trong không gian theo hàm sóng:
{\displaystyle \mathbf {E} (\mathbf {r} ,t)=(E_{x},E_{y},0)=(A_{x}cos(kz-\omega t),A_{y}cos(kz-\omega t+\phi ),0)}

Một trường hợp của sóng điện từ phẳng điều hòa với thành phần điện trường chỉ dao động theo phương thẳng đứng y, E = (0, E_{y}, 0).

với Ax và Ay là các biên độ dao động theo trục x và y; Φ là độ lệch pha giữa dao động theo trục y với dao động theo trục x (sóng tổng hợp là chồng chập của 2 dao động này và 2 dao động đó không nhất thiết phải đồng pha, chỉ cần có cùng tần số và bước sóng); k là số sóng, ω là tần số góc (ω = kc với c là tốc độ lan truyền của sóng). Thành phần từ trường B cũng lan truyền theo biểu thức tương tự do B tỷ lệ với E×k.
Xét trên một mặt phẳng bất kỳ vuông góc với phương lan truyền z (tức là song song với mặt phẳng Oxy), véctơ E biến đổi theo thời gian và vạch ra một đường cong trên mặt phẳng này, với hình dáng đường cong tùy thuộc vào độ lệch pha Φ (một trường hợp của đường cong Lissajous) và thể hiện các trạng thái phân cực khác nhau.

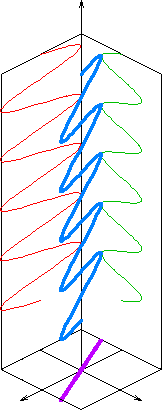
Phân cực phẳng
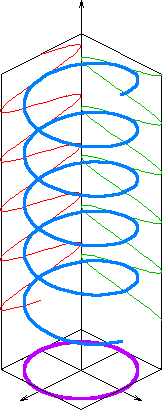
Phân cực tròn
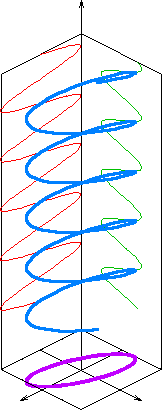
Phân cực elip

Ví dụ, nếu Φ=0, véctơ E sẽ vạch ra đường thẳng và ta có trạng thái phân cực phẳng. Nếu Φ=90°, véctơ E sẽ vạch ra đường tròn khi Ax = Ay và ta có trạng thái phân cực tròn. Với các giá trị Φ khác, chúng ta có trạng thái phân cực elip.

Phân cực phẳng
Phân cực tròn
Phân cực elip

Xét trên toàn bộ không gian tại một thời điểm t cố định, véctơ E vạch ra đường cong như hình vẽ trên.

### Ứng dụng
Hiện tượng phân cực của bức xạ điện từ có nhiều ứng dụng trong khoa học kỹ thuật và đời sống.

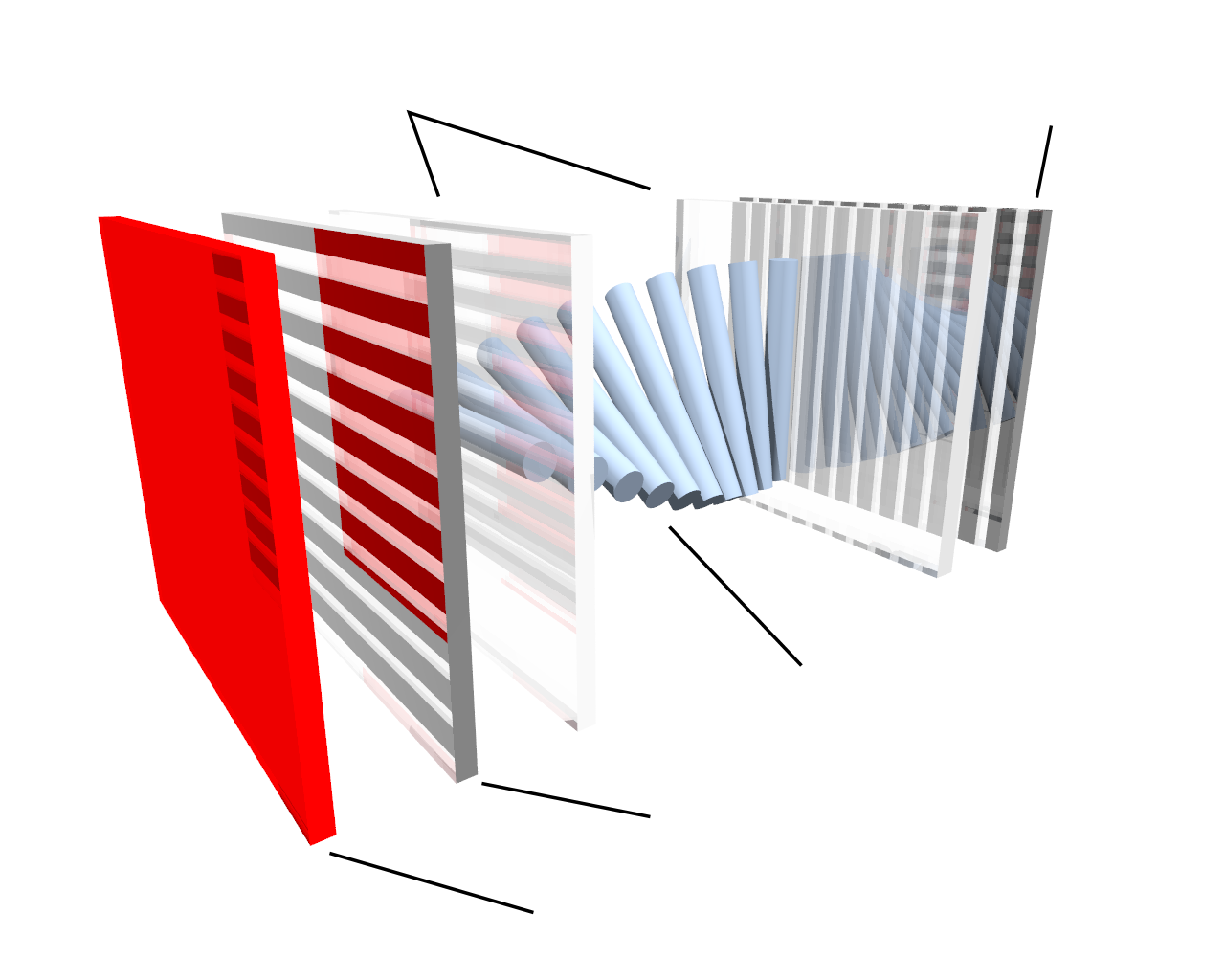
Cấu trúc điểm ảnh của một kiểu màn hình tinh thể lỏng

Trong nhiều loại màn hình tinh thể lỏng (LCD), ánh sáng được đưa qua kính lọc phân cực để bị phân cực phẳng, rồi đi qua lớp tinh thể lỏng và mặt phẳng phân cực bị xoay đi một góc tùy thuộc vào điện áp đặt lên tinh thể, và đến mắt người quan sát thông qua kính lọc phân cực ở đầu ra. Cường độ ánh sáng đến mắt tùy thuộc vào góc lệch giữa mặt phẳng phân cực của ánh sáng với phương phân cực của kính lọc phân cực đầu ra, và góc lệch này có thể điều khiển được bằng điện áp trên tinh thể lỏng.

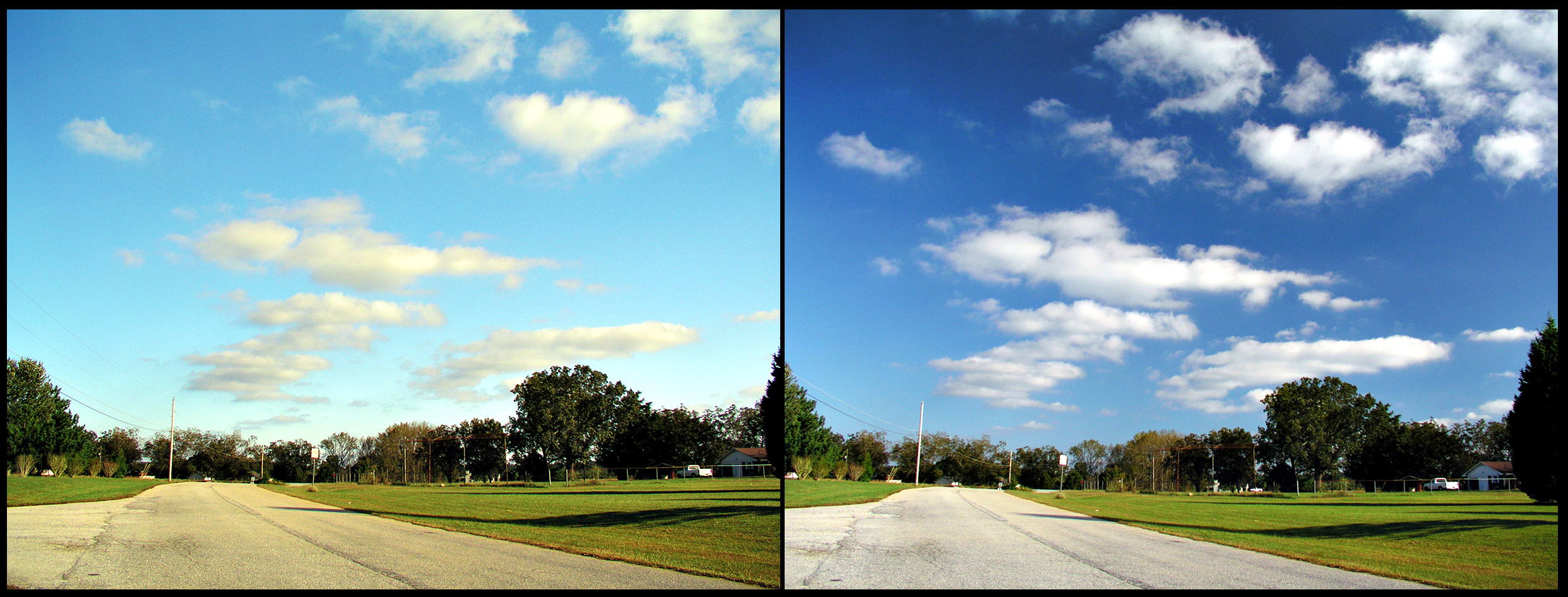
Hình bên trái là ảnh chụp thông thường, hình bên phải là ảnh chụp cùng một cảnh nhưng có sử dụng kính lọc phân cực.

Kính lọc phân cực cũng được sử dụng trong nhiếp ảnh để thu được màu xanh đậm hơn cho nền trời hoặc loại bỏ các ánh sáng phân cực phản xạ lại từ mặt nước hoặc từ cửa kính.

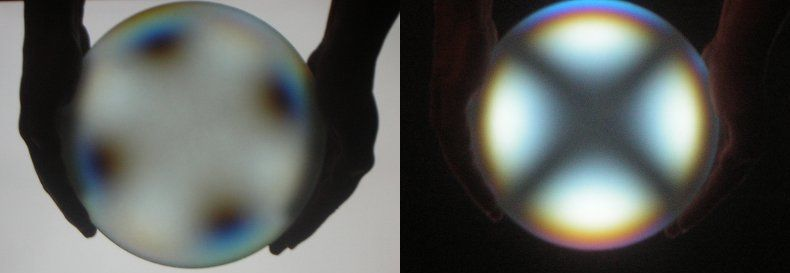
Sức căng bên trong lòng một miến thủy tinh được thấy rõ khi quan sát dưới ánh sáng phân cực, thông qua kính lọc phân cực.

Với một số vật liệu trong suốt, dưới tác động của lực kéo nén (hoặc các tác động vật lý khác, như tác động của điện trường, từ trường,...) vật liệu có thể thể hiện tính lưỡng chiết. Do đó sức căng trong lòng vật liệu, hoặc các tác động vật lý lên vật liệu, có thể được quan sát khi rọi ánh sáng phân cực lên vật liệu và sử dụng kính lọc phân cực ở đầu ra của chùm sáng sau khi đi qua vật liệu.